# Super Mega Worm
Super Mega Worm es un videojuego de acción desarrollado por el desarrollador de videojuegos Deceased Pixel. El juego se lanzó por primera vez para iOS de Apple en agosto de 2010.
Los jugadores podrán controlar al Gran Gusano de la Muerte, Wojira, que ha sido enviado por la Madre Naturaleza para destruir a la raza humana. A medida que los jugadores avancen en el juego, su gusano podrá crecer y desarrollar nuevos poderes. Deceased Pixel mantuvo al juego con actualizaciones gratuitas y una versión navideña del juego llamada Super Mega Worm vs Santa que se lanzó el 14 de diciembre de 2010. El juego adopta un estilo de videojuego retro en su diseño de sonido y gráficos.
El DJ estadounidense Diamond Del Rio también remezcló la canción principal del juego.

## Jugabilidad
En Super Mega Worm, el jugador deberá mover al gusano por debajo del suelo para hacerlo salir disparado a través de la superficie y que aterrice sobre humanos, animales y máquinas creadas por el hombre y los destruya. Para mantener al gusano sobre el suelo, el jugador puede aterrizar sobre objetos como automóviles, tanques y helicópteros y rebotar en ellos hacia el aire. Los jugadores pueden rebotar en muchos objetos seguidos para crear combos que resulten en una puntuación más alta. Por cada objeto destruido, se obtiene un multiplicador que ayudará a aumentar la puntuación del jugador. La salud del gusano disminuye a medida que avanza el juego, y el jugador puede reponerla comiendo animales que deambulan por la superficie. Para que el jugador avance al siguiente nivel, deberá comer una cierta cantidad de humanos, la cual aumentará con cada nivel. A medida que el jugador avance por los niveles, podrá obtener potenciadores que lo ayudarán a completar su objetivo, esto también tiene el efecto de agrandar el gusano. Los potenciadores a los cuales el jugador obtiene acceso consisten en aumentos de velocidad, un proyectil de fuego que se dispara desde la boca del gusano y un pulso electromagnético que apaga cualquier máquina en el área alrededor del gusano.
El jugador puede controlar el gusano de tres formas diferentes: la primera mediante el uso de un control deslizante en pantalla, la segunda inclinando el iPhone y, por último, utilizando la cruceta agregada mediante un parche.
El DLC que se lanzó para el juego, Mecha Worjira, permite al jugador usar un nuevo personaje jugable con una nueva apariencia y algunas características nuevas como no poder morir de hambre, un rayo de muerte infinito misiles teledirigidos salto espacial instantáneo y una canción temática especial. También se lanzó otro juego con el nombre de Super Mega Worm Vs Santa que agrega 15 niveles, una pelea de jefe con Santa, algunos elementos nuevos, 3 nuevas habilidades y 2 nuevos modos de juego.

## Desarrollo
Desde que el juego se lanzó por primera vez el 26 de agosto de 2010, ha pasado por una variedad de actualizaciones para mejorar el rendimiento y agregar nuevas características.

## Lanzamiento
Super Mega Worm se lanzó inicialmente para iOS el 26 de agosto de 2010. Con el tiempo, recibió muchas actualizaciones que agregaron características como nuevos esquemas de control. Originalmente, el juego solo se podía jugar con un control deslizante en la parte inferior de la pantalla que hacía que el gusano se moviera hacia arriba o hacia abajo, pero ahora se puede controlar con una cruceta en pantalla o inclinando el acelerómetro. El juego también era compatible con la unidad de juegos para iPad, el iCade. Las actualizaciones también agregaron logros que se podían consultar a través del Game Center de Apple, e hicieron del juego una aplicación universal, lo que significa que podía ejecutarse tanto en un iPhone/iPod touch como en un iPad sin que el usuario tuviera que comprar dos aplicaciones separadas.
Deceased Pixel introdujo el DLC de pago «Mecha Wojira» tanto para el juego original como para la edición navideña. Esta actualización de pago le dio al jugador un gusano más poderoso y una canción adicional. El DLC se puso a disposición a través de la tienda de aplicaciones por $0,99.
Para celebrar el lanzamiento de su nuevo juego, Recess Riot, Deceased Pixel hizo que el juego fuera gratuito por tiempo limitado durante octubre de 2012.

## Recepción
La versión para iOS recibió críticas por encima de la media según el sitio web agregador de reseñas Metacritic. Levi Buchanan de IGN afirmó: «Es absolutamente extraño, el humor y los escenarios WTF son realmente divertidos, pero a diferencia de muchos otros juegos extraños, Super Mega Worm es realmente divertido de jugar durante más de cinco minutos».
Chris Reed de SlideToPlay afirmó: «No tiene mucho que ofrecer, pero su encanto y alto nivel de ridiculez te mantendrán sonriendo todo el tiempo». El sitio web también incluyó al juego en el puesto número 34 de su lista de los «50 mejores juegos para iPhone de 2010». Andrew Podolsky lo llamó «pura diversión kitsch», y también mencionó que «no tiene mucho que ofrecer, pero su encanto y alto nivel de ridiculez te mantendrán sonriendo todo el tiempo».
Además, Jon Jordan de Pocket Gamer dijo: «A pesar de algunos encantos de la vieja escuela y controles interesantes, Super Mega Worm no está a la altura de sus tendencias destructivas de conquista del mundo». 
El juego también fue recomendado como un juego de la vieja escuela en su Guía de compra de juegos de App Store para las fiestas de Joystiq.